# نارینه گاسپاریان
نارینه وُلودیایی گاسپاریان (ارمنی: նարինե վոլոդյայի գասպարյան؛ انگلیسی: Narine Gasparian؛ زادهٔ ۱۳ ژوئیهٔ ۱۹۸۲) شطرنج‌باز زن اهل ارمنستان است که دارنده عنوان  استاد بین‌المللی زنان می‌باشد.

## زندگی‌نامه
در 13 ژوئیه 1982 به دنیا آمد